# Coupe d'Algérie 2024-2025
La Coupe d'Algérie 2023-2024, anche nota come Coupe d'Algérie Mobilis 2023-2024 per motivi di sponsorizzazione, è stata la 57ª edizione della coppa nazionale algerina di calcio, iniziata il 30 dicembre 2024 e terminata il 5 luglio 2025. Il vincitore della competizione ottiene la qualificazione per la Coppa della Confederazione CAF 2025-2026. La squadra campione in carica era l'ASO Chlef, che ha vinto la sua seconda coppa nazionale nell'edizione 2022-2023.
La competizione è stata vinta dall'USM Alger, alla sua nona vittoria nella competizione.

## Calendario
Il programma del torneo è il seguente.
| Turno                   | Incontri                           |
| ----------------------- | ---------------------------------- |
| Trentaduesimi di finale | 30 dicembre 2024 - 5 febbraio 2025 |
| Sedicesimi di finale    | 10 gennaio - 20 febbraio 2025      |
| Ottavi di finale        | 6 febbraio - 12 marzo 2025         |
| Quarti di finale        | 27-28 marzo 2025                   |
| Semifinali              | 15 aprile 2025                     |
| Finale                  | 5 luglio 2025                      |

## Partite

### Trentaduesimi di finale
Il sorteggio per i trentaduesimi di finale si è tenuto il 12 dicembre 2024.
| Squadra 1        | Risultato       | Squadra 2                |
| ---------------- | --------------- | ------------------------ |
| 30 dicembre 2024 |                 |                          |
| ES Ben Aknoun    | 0 – 3           | MC Alger                 |
| 2 gennaio 2025   |                 |                          |
| JS Saoura        | 2 – 1 (dts)     | USM Khenchela            |
| 3 gennaio 2025   |                 |                          |
| USM Bel Abbès    | 2 – 0           | JS Azazga                |
| CR Témouchent    | 3 – 1 (dts)     | CA Batna                 |
| ES Bouakeul      | 0 – 2           | CRB Beni Tamou           |
| USM Blida        | 0 – 0 (4-5 dtr) | IRB Sedrata              |
| ESM Guelma       | 0 – 2           | JS Kabylie               |
| ES Mostaganem    | 1 – 1 (5-4 dtr) | WAB Tissemsilt           |
| JSM Tiaret       | 4 – 0           | ES Aurassien             |
| IRB El Kerma     | 2 – 1           | ASO Chlef                |
| USM Annaba       | 2 – 1 (dts)     | CRB Aïn Yagout           |
| MO Béjaïa        | 2 – 1           | AS Khroub                |
| CR Témouchent    | 1 – 0 (dts)     | ORB Oued Fodda           |
| NRB Touggourt    | 2 – 0           | RC Bougaa                |
| MC El Eulma      | 0 – 2           | ES Sétif                 |
| 4 gennaio 2025   |                 |                          |
| RC Kouba         | 2 – 0           | GC Mascara               |
| NC Magra         | 1 – 0 (dts)     | MB Rouissat              |
| ICS Tlemcen      | 1 – 3           | USM Sétif                |
| US Béchar Djedid | 2 – 3 (dts)     | MC Oran                  |
| USM El Harrach   | 1 – 0           | NA Hussein Dey           |
| IRB Nezla        | 0 – 1 (dts)     | ESM Koléa                |
| US Chaouia       | 1 – 0           | WA Mostaganem            |
| NASR El Fedjoudj | 0 – 1           | MC El Bayadh             |
| MJ Arzew         | 2 – 1 (dts)     | MC El Abiodh Sidi Cheikh |
| JSM Béjaïa       | 2 – 1           | USB Hassi R'Mel          |
| CAS Abdelmoumen  | 0 – 2           | A El Eulma               |
| MB Barika        | 1 – 2           | JS Jijel                 |
| 6 gennaio 2025   |                 |                          |
| US Biskra        | 1 – 0           | SC Mécheria              |
| CRB Sendjas      | 1 – 3           | Paradou AC               |
| 7 gennaio 2025   |                 |                          |
| CR Belouizdad    | 1 – 0           | CR Zaouia                |
| 16 gennaio 2025  |                 |                          |
| USM Alger        | 6 – 0           | Olympique Magrane        |
| 5 febbraio 2025  |                 |                          |
| Olympique Akbou  | 1 – 0           | CS Constantine           |

### Sedicesimi di finale
| Squadra 1        | Risultato       | Squadra 2      |
| ---------------- | --------------- | -------------- |
| 10 gennaio 2025  |                 |                |
| USM Bel Abbès    | 0 – 1           | CR Témouchent  |
| JS Kabylie       | 0 – 1           | USM El Harrach |
| NRB Touggourt    | 0 – 2           | MC El Bayadh   |
| JSM Béjaïa       | 0 – 1 (dts)     | A El Eulma     |
| ES Sétif         | 1 – 0           | JS Jijel       |
| 11 gennaio 2025  |                 |                |
| CRB Beni Tamou   | 1 – 0           | IRB Sedrata    |
| USM Sétif        | 0 – 1           | MC Oran        |
| ESM Koléa        | 0 – 1           | US Biskra      |
| ES Mostaganem    | 2 – 1 (dts)     | JSM Tiaret     |
| US Chaouia       | 2 – 1           | IRB El Kerma   |
| USM Annaba       | 0 – 1           | MO Béjaïa      |
| 11 gennaio 2025  |                 |                |
| Paradou AC       | 2 – 2 (3-4 dtr) | JS Haï Djabel  |
| 14 gennaio 2025  |                 |                |
| RC Kouba         | 2 – 1           | JS Saoura      |
| 9 febbraio 2025  |                 |                |
| USM Alger        | 1 – 0           | NC Magra       |
| Olympique Akbou  | 1 – 0           | MJ Arzew       |
| 20 febbraio 2025 |                 |                |
| CR Belouizdad    | 1 – 0           | MC Alger       |

### Ottavi di finale
| Squadra 1       | Risultato       | Squadra 2       |
| --------------- | --------------- | --------------- |
| 6 febbraio 2025 |                 |                 |
| US Biskra       | 1 – 2 (dts)     | ES Mostaganem   |
| A El Eulma      | 0 – 1           | ES Sétif        |
| 7 febbraio 2025 |                 |                 |
| CR Témouchent   | 1 – 0           | CRB Beni Tamou  |
| MC Oran         | 0 – 1           | USM El Harrach  |
| MO Béjaïa       | 2 – 0           | JS Haï Djabel   |
| 11 marzo 2025   |                 |                 |
| RC Kouba        | 0 – 1           | USM Alger       |
| MC El Bayadh    | 0 – 0 (6-5 dtr) | Olympique Akbou |
| 12 marzo 2025   |                 |                 |
| CR Belouizdad   | 4 – 2           | US Chaouia      |

### Quarti di finale
| Squadra 1      | Risultato       | Squadra 2     |
| -------------- | --------------- | ------------- |
| 26 marzo 2025  |                 |               |
| USM El Harrach | 1 – 1 (2-0 dtr) | ES Mostaganem |
| 27 marzo 2025  |                 |               |
| CR Témouchent  | 0 – 5           | USM Alger     |
| MC El Bayadh   | 1 – 0 (dts)     | ES Sétif      |
| 28 marzo 2025  |                 |               |
| CR Belouizdad  | 1 – 0           | MO Béjaïa     |

### Semifinali
| Squadra 1      | Risultato   | Squadra 2      |
| -------------- | ----------- | -------------- |
| 15 aprile 2025 |             |                |
| USM Alger      | 1 – 0 (dts) | USM El Harrach |
| CR Belouizdad  | 1 – 0       | MC El Bayadh   |

### Finale
| Arbitro: | Yahia Dehar |

|                       |           |  |
| Benayad 9’ Khaldi 13’ | Marcatori |  |